# Private Wings
Private Wings é uma companhia aérea sediada em Berlim, na Alemanha. A empresa tem 17 aeronaves e 17 destinos.